# Il mare immutabile
Il mare immutabile (The Unchanging Sea) è un cortometraggio muto del 1910 diretto da David Wark Griffith.

## Trama
Alcuni uomini di un villaggio di pescatori, usciti in mare per la pesca, fanno naufragio e sono restituiti cadaveri su un'altra costa. Uno solo di essi sopravvive e approda su una costa lontana, ma ha perduto la memoria e non ricorda la propria identità. La moglie del pescatore, negli anni che seguono, non abbandona mai la speranza e continua a scrutare le onde aspettando il suo ritorno. Alla donna è nata una figlia che, divenuta adulta, si sposa e lascia la casa materna. Il pescatore ritorna per caso dalle sue parti e, riacquistata la memoria, si ricongiunge alla sposa fedele.

## Produzione
Prodotto dalla Biograph Company, fu girato in California a San Pedro (Los Angeles) e a Santa Monica. Le riprese furono effettuate il 16 e il 17 marzo 1910.
Lo stesso regista firmò la sceneggiatura che si basa sulla poesia The Three Fishers di Charles Kingsley, adattata in seguito ancora una volta per lo schermo nel 1922 da Robert C. Bruce con And Women Must Weep.

## Distribuzione
Il film - un cortometraggio di una bobina - fu distribuito dalla Biograph Company, che lo fece uscire nelle sale cinematografiche statunitensi il 5 maggio 1910. Copia della pellicola viene conservata negli archivi della Biblioteca del Congresso. Il film è stato rieditato con una colonna sonora firmata da Robert Israel.
Nel 2002, il film venne inserito in un'antologia dal titolo Griffith Masterworks - Biograph Shorts (1908-1914) comprendente 23 titoli per un totale di 362 minuti che uscì - distribuito dalla Kino International - il 10 dicembre 2002.